# Mubadala World Tennis Championship 2020
Il Mubadala World Tennis Championship 2020 è un torneo esibizione di tennis disputato su campi in cemento. È stata la 12ª edizione dell'evento che si è svolta dal 19 al 21 dicembre 2019. Hanno partecipato sei giocatori fra i primi del mondo. Il torneo si è svolto nel Abu Dhabi International Tennis Complex di Zayed Sports City ad Abu Dhabi negli Emirati Arabi Uniti. Questo è stato un torneo di preparazione all'ATP Tour 2020 e al WTA Tour 2020.

## Partecipanti

### Teste di serie singolare maschile
| Nazionalità   | Giocatore          | Ranking | Testa di serie* |
| ------------- | ------------------ | ------- | --------------- |
| Spagna        | Rafael Nadal       | 1       | 1               |
| Serbia        | Novak Đoković      | 2       | 2               |
| Grecia        | Stefanos Tsitsipas | 6       | 3               |
| Russia        | Karen Chačanov     | 17      | 4               |
| Russia        | Andrej Rublëv      | 23      | 5               |
| Corea del Sud | Chung Hyeon        | 128     | 6               |

### Teste di serie singolare femminile
| Nazionalità | Giocatore        | Ranking | Testa di serie* |
| ----------- | ---------------- | ------- | --------------- |
| Australia   | Ajla Tomljanović | 51      | 1               |
| Russia      | Marija Šarapova  | 131     | 2               |

## Campioni

### Singolare maschile
Novak Đoković ha sconfitto in finale  Stefanos Tsitsipas con il punteggio di 6(3)-7, 7-5, 7-6(3).

### Singolare femminile
Marija Šarapova ha sconfitto  Ajla Tomljanović con il punteggio di 6-4, 7-5.